# جنیس پیج
 جنیس پیج (انگلیسی: Janis Paige؛ ۱۶ سپتامبر ۱۹۲۲ – ۲ ژوئن ۲۰۲۴) یک هنرپیشه، و خواننده اهل ایالات متحده آمریکا بود. وی بین سال‌های ۱۹۴۴ تا ۲۰۰۱ میلادی فعالیت می‌کرد.
جنیس پیج در ۲ ژوئن ۲۰۲۴، در سن ۱۰۱ سالگی درگذشت.